# Prowincja Zachodnia (Rwanda)
Prowincja Zachodnia – jedna z pięciu prowincji Rwandy, powstałych 1 stycznia 2006. Została stworzona jako część rządowego programu decentralizacji mającego na celu reorganizację struktur administracyjnych kraju. 
Składa się z dawnych prefektur Cyangugu, Gisenyi, Kibuye oraz niewielkiego kawałka Ruhengeri.
Jest podzielona na 7 dystryktów:
- Karongi
- Ngororero
- Nyabihu
- Nyamasheke
- Rubavu
- Rusizi
- Rutsiro